# إنشاء التصنيف في لغات الإشارة
في لغات الإشارة تُعد هياكل التصنيف والمعروفة أيضًا باسم مسندات التصنيف نظامًا صرفيًا يعبر عن الأحداث والحالات. وتستخدم المصنفات شكل اليد لتمثيل الحركة والموقع والشكل. وتختلف المصنفات عن العلامات في مورفولوجيتها أي أن العلامات تتكون من مورفيم واحد. لكن تتكون العلامات من ثلاث سمات صوتية لا معنى لها: شكل اليد والموقع والحركة. أما المصنفات من ناحية أخرى فتتكون من العديد من المورفيمات. وعلى وجه التحديد فإن شكل اليد والموقع والحركة كلها ذات معنى في حد ذاتها. كما يمثل شكل اليد كيانًا وتمثل حركة اليد رمزيًا حركة ذلك الكيان. ويمكن تمثيل الموقع النسبي للعديد من الكيانات رمزيًا في هياكل اليدين.
تشترك المصنفات في بعض أوجه التشابه المحدودة مع إيماءات غير الناطقين بلغة الإشارة. كما يمكن لأولئك الذين لا يعرفون لغة الإشارة غالبًا تخمين معنى هذه التراكيب. وذلك لأنها غالبًا ما تكون رمزية (غير عشوائية). وقد وجد أيضًا أن العديد من لغات الإشارة غير ذات الصلة تستخدم أشكالًا متشابهة للأيدي لكيانات محددة. ويتقن الأطفال هذه التراكيب في سن الثامنة أو التاسعة. حيث تتميز هياكل المصنفات ذات اليدين بعلاقة الشكل والأرضية. على وجه التحديد يمثل المصنف الأول الخلفية بينما يمثل المصنف الثاني الكيان في بؤرة التركيز. ويشارك النصف الأيمن من الدماغ في استخدام المصنفات. ويمكن أيضًا استخدامها بطريقة إبداعية لأغراض سرد القصص والشعر.
صاغت نانسي فريشبيرغ مصطلح "مصنّف" في هذا السياق في بحثها عام 1975 حول لغة الإشارة الأمريكية. ووُجدت روابط مختلفة بين المصنّفات في اللغات المنطوقة. ومنذ ذلك الحين ناقش اللغويون أفضل السبل لتحليل هذه التراكيب. وتختلف التحليلات في مدى اعتمادها على علم الصرف لتفسيرها. وقد تساءل البعض عن مكانتها اللغوية وكذلك عن استخدام مصطلح "مصنّف". ولا يُعرف الكثير عن تركيبها النحوي أو علم الأصوات.

## الوصف
في بناءات التصنيف، يكون شكل اليد هو المصنف الذي يمثل كيانًا مثل الحصان. حيث يمكن للمُستخدم الإشارة تمثيل حركته و/أو سرعته بطريقة أيقونية. وهذا يعني أنه يمكن تخمين معنى الحركة عن طريق شكلها. كما يمكن تمثيل الحصان الذي يقفز فوق السياج بجعل اليد الثابتة هي السياج واليد المتحركة هي الحصان. ومع ذلك ليست كل تركيبات شكل اليد والحركة ممكنة. حيث تعمل بناءات التصنيف كأفعال.
شكل اليد والحركة والموقع النسبي في هذه الإنشاءات لها معنى في حد ذاتها. وهذا على النقيض من العلامات المعجمية ثنائية اليدين حيث لا تساهم اليدان في معنى العلامة بمفردهما. يشار إلى أشكال اليد في بناء المصنف ثنائي اليدين بترتيب معين إذا كانت تمثل موقع الكيان. وتمثل العلامة الأولى عادةً الأرض غير المتحركة (على سبيل المثال سطح). كما تمثل العلامة الثانية الشكل الأصغر في التركيز (على سبيل المثال شخص يمشي). في حين أن شكل اليد يحدد عادةً بناء على الجوانب المرئية للكيان المعني ويوجد عوامل أخرى. يمكن أن تؤثر الطريقة التي يتفاعل بها الفاعل مع الكيان أو حركة الكيان أيضًا على اختيار شكل اليد. وغالبًا ما تتواجد المصنفات أيضًا مع الأفعال. حيث لا يُعرف الكثير حتى الآن عن قواعدهم النحوية أو علم الأصوات.
تُنتَج هياكل التصنيف من منظور مستخدم اللغة. وهذا يعني أن على المُرسَل إليه أن يُقلب الهيكل أفقيًا ذهنيًا لفهمه بوجه صحيح. على سبيل المثال إذا رأى المُرسَل إليه أن المُستخدم يضع شيئًا على الجانب الأيمن من منظور المُرسَل إليه فهذا يعني أنه (المُرسَل إليه) يجب أن يُقلب الهيكل ذهنيًا ليفهم أنه وُضِع على الجانب الأيسر. ويبدو أن مُستخدمين لغة الإشارة الأصليين قادرون على القيام بذلك تلقائيًا.
الإشارة المعجمية ثنائية اليد محدودة الشكل بقيدين. وشرط الهيمنة ينص على أن اليد غير المهيمنة لا يمكنها الحركة وأن شكلها يأتي من مجموعة محدودة. كما أن شرط التماثل ينص على أن كلتا اليدين يجب أن يكون لهما نفس شكل اليد والحركة والاتجاه. من ناحية أخرى يمكن لتركيبات المصنفات كسر كلا هذين التقييدين. وهذا يوضح بصيغة أكبر الفرق في علم الأصوات والصرف بين الإشارات المعجمية والمصنفات.
على عكس اللغة المنطوقة تحتوي لغات الإشارة على مفصلين يمكنهما التحرك بأسلوب مستقل. وتُسمى اليد الأكثر نشاطًا اليد المهيمنة بينما تُسمى اليد الأقل نشاطًا غير المهيمنة. إن اليد النشطة هي نفسها اليد المهيمنة للمُشير مع أنه من الممكن تبديل دور اليدين. وتسمح اليدان للمُشيرين بتمثيل كيانين في نفس الوقت مع بعض القيود. فعلى سبيل المثال لا يمكن الإشارة إلى امرأة تمر بجوار سيارة متعرجة في نفس الوقت. وذلك لأن البناءين المتزامنين لا يمكن أن يكون لهما حركات مختلفة، ويجب على المرء الإشارة إليهما بالتتابع.

### بنية الحجة
قد تُظهر تراكيب المصنفات توافقًا مع حجج مختلفة في نطاقها. وفي المثال أدناه يتوافق شكل اليد مع المفعول به المباشر باستخدام شكل يد "رفيع" للزهور وشكل يد "دائري" للتفاح. كما يُشار إلى التوافق بين الفاعل والمفعول به غير المباشر بحركة مسار من الأول إلى الثاني. قد تشترك هذه الطريقة في تحديد التوافق مع بعض الإشارات المعجمية.
 الطفل ١
الأم ٢
زهرة
كائن رقيق ١ أعطِ ٢
أعطى الطفل زهرةً للأم. الطفل ١
الأم ٢
تفاحة
Clround-object-1GIVE2
أعطى الطفل تفاحة للأم.
توجد أيضًا ارتباطات في لغة الإشارة الأمريكية (آسل) بين أنواع معينة من هياكل التصنيف ونوع بنية الحجة التي لديها:
1. المسندات التي تحتوي على مصنف معالجة تكون متعدية (بها وسيطة خارجية وداخلية)
2. المسندات التي تحتوي على مصنف كيان كامل تكون لازمة غير مفعول بها (حجة داخلية واحدة)
3. المسندات التي تحتوي على مصنف جزء من الجسم تكون لازمة غير مفعلة (حجة خارجية واحدة)

### التصنيف
كانت هناك محاولات عديدة لتصنيف أنواع المصنفات. حيث تراوح عدد الأنواع المقترحة من نوعين إلى سبعة. وقد يؤدي التداخل في المصطلحات عبر أنظمة التصنيف إلى حدوث ارتباك. ففي عام 1993 قام إنجبيرج-بيدرسن بتجميع أشكال اليد المستخدمة في بناء المصنفات في أربع فئات:
- مُصنِّفات الكيان الكامل: يُمثِّل شكل اليد كائنًا. كما يُمكن أن يُمثِّل مفهومًا غير مادي مثل الثقافة.[31] ويُمكن تمثيل الكائن نفسه بأشكال يد متعددة للتركيز على جوانب مختلفة من المفهوم. فعلى سبيل المثال يُمكن تمثيل القرص المضغوط (سي دي) بكفٍّ مسطح أو بيد مُدوَّرة على شكل حرف السي.[32]
- مُصنِّفات الامتداد والسطح: يُمثِّل شكل اليد عمق أو عرض الكيان. على سبيل المثال سلك رفيع أو لوح ضيق أو السطح العريض لسقف سيارة. ولا تُعتَبَر هذه دائمًا مُصنِّفات في التحليلات الحديثة.[33]
- مُصنِّفات التعامل/الأداة: يُمثِّل شكل اليد اليدَين اللتين تُمسكان كيانًا أو أداةً مثل سكين. تُشبه هذه المُصنِّفات مُصنِّفات الكيان الكامل ولكنها تُشير دلاليًا إلى وجود وكيل يُمسك بالكيان. وكما هو الحال مع مُصنِّفات الكيان الكامل لا يُشترط أن يكون الكيان في مُصنِّفات التعامل كائنًا ماديًا.[34]
- مُصنِّفات الأطراف : يُمثِّل شكل اليد الأطراف مثل الأرجل أو القدمين أو الكفوف. وعلى عكس أنواع المُصنِّفات الأخرى لا يُمكن دمج هذه الأشكال مع مُصنَّفات الحركة أو الموقع.[28]

تجمع حركة شكل اليد بوجه مشابه:
- مورفيمات الموقع:[6] تُمثل الحركة موقع كيان ما عن طريق حركة قصيرة نحو الأسفل. ويمكن تمثيل اتجاه الكيان بتحريك اتجاه اليد.
- أشكال الحركة: تمثل الحركة حركة الكيان على طول المسار.
- مورفيمات الأسلوب: تمثل الحركة طريقة الإشارة ولكن ليس المسار.
- أشكال الامتداد: الحركة لا تُمثل الحركة الفعلية بل تُمثل شكل الكيان أو محيطه. كما يُمكن أن تُمثل تكوين عدة كيانات متشابهة مثل صف من الكتب.

مصنفات الكيان الكامل ومصنفات المعالجة هي أكثر أنواع التصنيفات رسوخًا. يحدث الأول مع الأفعال اللازمة ويظهر الأخير مع الأفعال المتعدية. ولا يعتبر معظم اللغويين مصنفات الامتداد والسطح مصنفات حقيقية. وهذا لأنها تظهر في نطاق أوسع من المواضع النحوية. كما لا يمكن الرجوع إليها بأسلوب استعاري في الخطاب ولا يمكن دمجها مع أفعال الحركة.
لا يُمكن دمج بعض أنواع المُصنِّفات والحركات لأسباب نحوية. على سبيل المثال في لغة الإشارة الأمريكية لا يُمكن دمج طريقة الحركة مع مُصنِّفات الأطراف. لكن للإشارة إلى شخص يعرج في دائرة يجب أولًا الإشارة إلى طريقة الحركة (العرج) ثم مُصنِّفات الأطراف (الساقين).
يوجد القليل من الأبحاث حول الاختلافات في بناءات المصنفات عبر لغات الإشارة. إذ يبدو أن معظمها تمتلكها ويمكن وصفها بمصطلحات مماثلة. وتشفر العديد من اللغات غير ذات الصلة نفس الكيان بأشكال أيدي متشابهة. وهذا هو الحال حتى بالنسبة للأطفال غير المعرضين للغة والذين يستخدمون نظام إشارة منزلي للتواصل. من المرجح بدرجة خاصة أن يكون التعامل مع المصنفات جنبًا إلى جنب مع مصنفات الامتداد والسطح هو نفسه عبر اللغات.

### العلاقة بالإيماءات
الإيماءات هي هياكل يدوية ليست تقليدية مثل إشارات اللغويات. حيث يستخدم غير المشيرين أشكالًا مشابهة للمصنّفين عند طلب التواصل بناء على الإيماءات. ويوجد تداخل بنسبة 70% في كيفية استخدام المستخدمين للغة الإشارة وغير المستخدمين للحركة والموقع ولكن هناك تداخل بنسبة 25% فقط في أشكال اليد. لكن يستخدم غير المشرين باللغة كمية أكبر من أشكال اليد لكن لدى المشيرين باللغة نطقًا أكثر تعقيدًا. كما لا يقيد غير المستخدمين للإشارة إيماءاتهم بنظام صرفي كما هو الحال مع مستخدمي لغة الإشارة.

### المفردات
قد تفقد بعض هياكل التصنيف أيضًا بمرور الوقت معناها العام وتصبح إشارات مكتملة. ويشار إلى هذه العملية باسم المعجمية. يشار إلى هذه الأنواع من الإشارة باسم الإشارت المجمدة. على سبيل المثال يبدو أن علامة لغة الإشارة الأمريكية FALL قد أتت من بناء مصنف. ويتكون بناء التصنيف هذا من يد على شكل حرف V تمثل الأرجل وتتحرك لأسفل. وبما أنه أصبح أشبه بعلامة فيمكن استخدامه أيضًا مع مراجع غير متحركة مثل التفاح أو الصناديق. كإشارة يتوافق بناء التصنيف السابق الآن مع القيود المعتادة للكلمة مثل أن تتكون من مقطع لفظي واحد. ويجب ألا تكون العلامة الناتجة مجرد مجموع بسيط لأجزائها المدمجة ولكن يمكن أن يكون لها معنى مختلف تمامًا. قد تكون بمثابة مورفيم الجذر الذي يعمل كأساس للواحق الجانبية والاشتقاقية. لا يمكن للمصنفات أن تأخذ هذه الأنواع من اللواحق.

## التاريخ
لم تدرس لغات الإشارة بجدية حتى ستينيات القرن العشرين. في البداية لم تكن تُعتبر هياكل التصنيف أنظمة لغوية كاملة. وكان هذا بسبب درجتها العالية من التنوع الواضح والرمزية. ونتيجة لذلك وصفتها التحليلات المبكرة من حيث الصور المرئية. بدأ اللغويون في التركيز على إثبات أن لغات الإشارة هي لغات حقيقية. وبدأوا في إيلاء اهتمام أقل لخصائصها الرمزية والمزيد للطريقة التي تنظم بها.
كانت نانسي فريشبيرج أول من يستخدم مصطلح "المصنف" في ورقتها البحثية عام 1975 حول التعسف والأيقونية في لغة الإشارة الأمريكية للإشارة إلى وحدة شكل اليد المستخدمة في بناء المصنف.
تزامنت بداية دراسة مصنف لغة الإشارة مع تجدد الاهتمام بمصنفات اللغة المنطوقة. في عام 1977 أجرى آلان دراسة استقصائية لأنظمة التصنيف في اللغات المنطوقة. وقارن بين تراكيب التصنيف و"مصنفات المسند" المستخدمة في لغات أثاباسكان. وهذه عائلة من اللغات الأصلية الشفهية التي يتحدث بها السكان الأصليون في جميع أنحاء أمريكا الشمالية. وشملت أسباب مقارنتها توحيد المصطلحات وإثبات أن لغات الإشارة تشبه اللغات المنطوقة. وصف آلان مصنفات المسند بأنها مورفيمات لفظية منفصلة تشير إلى بعض الجوانب البارزة للاسم المرتبط بها. ومع ذلك أشار آدم شيمبري إلى "الارتباك المصطلحي" المحيط بالمصنفات. أثار وصف آلان ومقارنته انتقادات. وأظهرت التحليلات اللاحقة أن مصنفات المسند هذه لا تشكل مورفيمات منفصلة. بدلاً من ذلك وصفوها بصيغة أفضل على أنها جذور أفعال تصنيفية بدلاً من مصنفات.
في عام 1982 أظهر تيد سوبالا أن هياكل المصنف كانت جزءًا من نظام صرفي معقد في لغة الإشارة الأمريكية. وقسم أشكال المصنف إلى فئتين رئيسيتين: المصنفات الدلالية (وتسمى أيضًا "مصنفات الكيان") ومحددات الحجم والشكل (ساسسيس). تستخدم فئات ساسس أشكال اليد لوصف الخصائص المرئية للكيان. ومصنفات الكيان أقل شهرة. إنها تشير إلى فئة دلالية عامة للأشياء مثل "رفيع ومستقيم" أو "مسطح ومستدير". ستكون مصنفات التعامل هي النوع الثالث من المصنفات التي ستوصف. كما يقلد هذا المصنف اليد التي تمسك أو تتعامل مع أداة. ويمثل النوع الرابع مصنف أجزاء الجسم -أجزاء جسم الإنسان أو الحيوان- وعادةً ما تكون الأطراف. كما تبنى اللغويون وعدلوا تحليل سوبالا الصرفي للغات الإشارة الأخرى.
في التسعينيات حدث اهتمام متجدد بالعلاقة بين لغات الإشارة والإيماءات. فبعض اللغويين مثل ليددل (2000) شككوا في الوضع اللغوي لبناءات المصنف وخاصة الموقع والحركة. ويوجد سببان للقيام بذلك. أولاً تشبه الإيماءات المقلدة لغير الناطقين بلغة الإشارة المصنفات. ثانيًا يمكن استخدام أنواع كثيرة جدًا من الحركة والمواقع في هذه البناءات. ثم اقترح سكوت ليديل أنه سيكون من الأدق اعتبارها مزيجًا من العناصر اللغوية وغير اللغوية مثل الإيماءة. وبالمثل اقترح شيمبري وزملاؤه في عام 2005 أن بناءات المصنف هي "مزيج من العناصر اللغوية والإيمائية". فبغض النظر عن درجة التباين العالية يجادل شيمبري وزملاؤه بأن هياكل التصنيف لا تزال مقيدة نحويًا بعوامل مختلفة. وعلى سبيل المثال فهي أكثر تجريدًا وتصنيفًا من الأشكال الإيمائية التي يستخدمها غير المستخدمين للإشارة. ومن المقبول عمومًا الآن أن التصنيفات لها خصائص لغوية وإيمائية.
على غرار آلان قارنت غرينيفالد أيضًا بين مصنفات لغة الإشارة والمصنفات المنطوقة في عام 2000. وعلى وجه التحديد ركزت على المصنفات اللفظية والتي تعمل كلواحق لفظية. حيث تسرد المثال التالي من لغة كايوجا وهي لغة إيروكوا:
 سكيتو أكي-تريهت-آي
سكيدو إي-كل (مركبة)-يملك
"لديّ سيارة."
إن المصنف لكلمة مركبة في لغة كايوجا -treht- يشبه مصنفات الكيان الكامل في لغات الإشارة. وقد عُثر على أمثلة مماثلة في لغة ديغوينو التي تحتوي على مورفيمات تعمل مثل مصنفات الامتداد والسطح في لغات الإشارة. كلا المثالين مرتبطان بالفعل ولا يمكنهما العمل بمفردهما. ومن المقبول الآن أن المصنفات في اللغات المنطوقة واللغات الإشارية متشابهة على عكس ما كان يُعتقد سابقًا. وكلاهما يتتبع المراجع نحويًا ويمكنه تكوين كلمات جديدة وقد يؤكد على جانب بارز من الكيان. والفرق الرئيسي هو أن لغة الإشارة تحتوي فقط على مصنفات لفظية. أما أنظمة المصنفات في اللغات المنطوقة فهي أكثر تنوعًا في الوظيفة والتوزيع.
مع العديد من الأسماء البديلة المقترحة لمصطلح المصنف والعلاقة المشكوك فيها مع مصنفات اللغة المنطوقة فإنه لا يزال مصطلحًا مستخدمًا بدرجة شائعة في أبحاث لغة الإشارة.

## التحليلات اللغوية
لا يوجد إجماع حول كيفية تحليل هياكل المصنف. يمكن تقسيم التحليلات اللغوية إلى ثلاث فئات رئيسية: تمثيلية وصرفية ومعجمية. كانت التحليلات التمثيلية هي المحاولة الأولى لوصف المصنفات. ينظر هذا التحليل إليها على أنها تمثيلات يدوية للحركات في العالم. ونظرًا لأن هياكل المصنفات رمزية للغاية فإن التحليلات التمثيلية تجادل بأن هذا الارتباط بين الشكل والمعنى يجب أن يكون أساسًا للتحليل اللغوي. وقد قيل هذا لأن المجموعات المحدودة من الصرفيات أو المعلمات لا يمكنها تفسير جميع هياكل المصنف ذات المعنى المحتمل. وقد انتقد هذا الرأي لأنه يتنبأ بهياكل مستحيلة. على سبيل المثال في لغة الإشارة الأمريكية لا يمكن استخدام شكل يد المصنف الماشي لتمثيل حركة حيوان في فئة اسم الحيوان مع أنه تمثيل رمزي للحدث.
تنظر التحليلات المعجمية إلى المصنفات باعتبارها كلمات معجمية جزئيًا.
ينظر التحليل الصرفي إلى المصنفات على أنها سلسلة من الصرفيات وهذه هي المدرسة الفكرية السائدة حاليًا. في هذه التحليلات تكون أفعال التصنيف مجموعات من جذور الفعل مع العديد من اللواحق. إذا اعتبر شكل اليد مكونًا من عدة صرفيات فليس من الواضح كيف يجب تقسيمها أو تحليلها. على سبيل المثال يمكن ثني أطراف الأصابع في لغة الإشارة السويدية لتمثيل مقدمة السيارة التي تعرضت للتلف في حادث. وهذا دفع سوبالا إلى افتراض أن كل إصبع قد يعمل كمورفيم منفصل. وقد تعرض التحليل الصرفي لانتقادات بسبب تعقيده. وجد ليدل أن تحليل بناء المصنف في لغة الإشارة الأمريكية حيث يمشي شخص إلى آخر سيتطلب ما بين 14 و28 صرفيًا. ومع ذلك يرى لغويون آخرون أن شكل اليد يتكون من مورفيم واحد منفرد. في عام 2003 ذكر شيمبري أنه لا يوجد دليل مقنع على أن جميع أشكال اليد متعددة المورفيمات. وكان هذا مبنيًا على أحكام نحوية من المتحدثين الأصليين.
تختلف التحليلات الصرفية في أي جانب من البناء يعتبرونه الجذر. وجادل سوبالا بأن المورفيم الذي يعبر عن الحركة أو الموقع هو الجذر اللفظي الذي يُلحق به مورفيم شكل اليد. خالفت إنجبيرج بيدرسن سوبالا بحجة أن اختيار شكل اليد يمكن أن يغير جذريًا كيفية تفسير الحركة. لذلك تدعي أن الحركة يجب أن تكون الجذر. على سبيل المثال وضع كتاب على رف وقطة تقفز على رف كلاهما يستخدمان نفس الحركة في لغة الإشارة الأمريكية مع كونهما فعلين مختلفين جذريًا. المصنفات هي لاحقات مما يعني أنها لا يمكن أن تحدث بمفردها ويجب أن تكون مرتبطة. لا تحدد المصنفات بمفردها لمكان النطق أو الحركة. قد يفسر هذا سبب ارتباطها: تملء هذه المعلومات المفقودة بواسطة الجذر.
بعض المصنفات تشبه الضمائر. مثل الضمائر يجب على المُوقِّع أن يُقدِّم المُرجِع أولًا عادةً عن طريق الإشارة أو تهجئة الاسم. يُؤخذ المُصنَّف بعد ذلك للإشارة إلى هذا المُرجِع. لا يتعين على المُوقِّعين إعادة تقديم نفس المُرجِع في البنيات اللاحقة، يُفهم أنه لا يزال يشير إلى ذلك المُرجِع. تشير بعض المصنفات أيضًا إلى مجموعة مُحدَّدة بنفس الطريقة التي يُمكن أن يشير بها الضمير "هي" إلى النساء أو النادلات. وبالمثل تحتوي لغة الإشارة الأمريكية على مُصنَّف يُشير إلى المركبات ولكن ليس إلى الأشخاص أو الحيوانات. في هذا الرأي يمكن اعتبار المُصنَّفات اللفظية علامات اتفاق لمُرجِعيها مع الحركة كجذر لها.

## اكتساب
تشبه إيماءات الأطفال المتحدثين أحيانًا هياكل التصنيف. ومع ذلك يتعلم الأطفال الذين يستخدمون لغة الإشارة هذه الهياكل كجزء من نظام نحوي وليس كتمثيلات رمزية للأحداث. ونظرًا لتعقيدها يستغرق إتقانها وقتًا طويلاً. ولا يتقن الأطفال استخدام هياكل التصنيف حتى سن الثامنة أو التاسعة. توجد العديد من الأسباب وراء هذا الإتقان المتأخر نسبيًا. ويجب أن يتعلم الأطفال التعبير عن وجهات نظر مختلفة بوجه صحيح واختيار شكل اليد الصحيح وترتيب البناء بشكل صحيح. وجد شيك أن مصنفات التعامل كانت الأصعب في الإتقان. وتبع ذلك مصنف الامتداد والسطح. وكان لدى مصنفات الكيان الكامل أقل عدد من أخطاء الإنتاج. يفضل الأطفال الصغار استبدال المصنفات المعقدة بأخرى أبسط وأكثر عمومية.
يبدأ الأطفال في استخدام المصنفات في سن الثانية. هذه الأشكال المبكرة هي في الغالب مصنفات التعامل والكيان الكامل. إن إنتاج الحركات البسيطة بصيغة صحيحة في وقت مبكر يصل إلى 2.6 سنة من العمر. الحركات المعقدة مثل الأقواس يصعب على الأطفال التعبير عنها. ويعتمد اكتساب الموقع في هياكل المصنف على التعقيد بين المراجع والمواقع المكانية ذات الصلة. تنتج مصنفات الامتداد البسيط والسطح بشكل صحيح في سن 4.5 سنة. وبحلول سن الخامسة إلى السادسة يختار الأطفال عادةً شكل اليد الصحيح. في سن السادسة إلى السابعة لا يزال الأطفال يرتكبون أخطاء في تمثيل العلاقات المكانية. وفي الإشارات ذات العلاقة بين الشكل والأرضية قد يحذف هؤلاء الأطفال الأرض تمامًا في بعض الأحيان. قد يكون هذا لأن ذكرهما معًا يتطلب تنسيقًا مناسبًا لكلا اليدين. وتفسير آخر هو أن الأطفال يواجهون صعوبة أكبر في تعلم الهياكل الاختيارية بوجه عام. مع إتقان معظم الأطفال الذين تتراوح أعمارهم بين تسع سنوات إلا أنهم ما زالوا يواجهون صعوبة في فهم العلاقات المكانية بين المصنفات.
من المقبول على نطاق واسع أن الأيقونية تساعد في تعلم اللغات المنطوقة مع أن الصورة أقل وضوحًا بالنسبة للغات الإشارة. وقد جادل البعض بأن الأيقونية لا تلعب أي دور في اكتساب بناء المصنف. ويزعم ذلك لأن التراكيب معقدة للغاية ولا تتقن إلا في مرحلة الطفولة المتأخرة. ويدعي لغويون آخرون أن الأطفال الذين لا تتجاوز أعمارهم ثلاث سنوات يمكنهم إنتاج تراكيب تشبه البالغين وإن كان ذلك بيد واحدة فقط. وجد سلوبين أن الأطفال الذين تقل أعمارهم عن ثلاث سنوات يبدو أنهم "يستخدمون" الإيماءة الطبيعية لتسهيل تعلم شكل اليد. حيث لا يبدو أن معظم الأطفال الصغار يمثلون المواقف المكانية بأسلوب أيقوني. كما أنهم لا يعبرون عن حركات المسار المعقدة دفعة واحدة بل يفعلون ذلك بالتتابع. وقد ثبت أن الأيقونية يمكن أن تساعد في تعلم العلامات المعجمية لدى البالغين.

## هياكل الدماغ
كما هو الحال مع اللغات المنطوقة فإن النصف الأيسر من الدماغ هو المسيطر على إنتاج لغة الإشارة. ومع ذلك فإن النصف الأيمن من الدماغ متفوق في بعض الجوانب. فهو أفضل في معالجة الكلمات الملموسة مثل السرير أو الزهرة مقارنة بالكلمات المجردة. وهو مهم أيضًا في إظهار العلاقات المكانية بين الكيانات بأسلوب أيقوني. وهو مهم بوجه خاص في استخدام وفهم هياكل التصنيف. كما لا يستطيع الأشخاص الذين يعانون من تلف في النصف الأيمن من الدماغ وصف العناصر في الغرفة بصيغة صحيحة. حيث يمكنهم تذكر العناصر نفسها ولكن لا يمكنهم استخدام المصنفات للتعبير عن موقعها.
تُنشَّط القشرة الجدارية في كلا نصفي الكرة المخية عند إدراك الموقع المكاني للأشياء. ففي اللغات المنطوقة لا تُستخدم سوى القشرة الجدارية اليسرى لوصف العلاقات المكانية. أما في لغات الإشارة فتُستخدم كلٌّ من القشرة الجدارية اليمنى واليسرى عند استخدام بنى التصنيف. قد يُفسِّر هذا سبب صعوبة تعبير الأشخاص المصابين بتلف في نصف الكرة المخية الأيمن عن هذه البنى. أي أنهم لا يستطيعون ترميز العلاقات المكانية الخارجية واستخدامها أثناء استخدام لغة الإشارة.
من أجل استخدام بعض هياكل التصنيف يجب أن يكون المشير قادرًا على تصور الكيان وشكل واتجاه موقعه. وقد ثبت أن مستخدمي الإشارات الصم أفضل في توليد الصور الذهنية المكانية من غير السامعين. أن مدى الذاكرة المكانية لمستخدمي الإشارات الصم متفوق أيضًا. ويرتبط هذا باستخدامهم للغة الإشارة وليس كونهم صُمًا. وهذا يشير إلى أن استخدام لغة الإشارة قد يغير الطريقة التي ينظم بها الدماغ المعلومات غير اللغوية.

## الاستخدام الأسلوبي والإبداعي
من الممكن أن يُمسك المُشير باليد غير المسيطرة في بنية التصنيف. وعادةً ما تكون هذه هي الخلفية. كما قد يُسهم هذا في الحفاظ على المعلومات ذات الصلة حاضرةً أثناء المحادثة. فأثناء الإمساك قد تُعبّر اليد المسيطرة أيضًا عن علامات أخرى ذات صلة بالتصنيف الأول.
في سرد القصص الأدائية والشعر قد تخدم المصنفات أيضًا أغراضًا إبداعية. وكما هو الحال في اللغة المنطوقة يمكن أن يشير الاستخدام الماهر للغة إلى البلاغة. وقد لوحظ في شعر لغة الإشارة الأمريكية أن أصحاب الإشارات المهرة قد يجمعون بين المصنفات والإشارات المعجمية. إن إشارة BAT وDARK متطابقة في لغة الإشارة البريطانية كما أنهما يُنطقان عند الوجه. ويمكن استخدام ذلك للتأثير الشعري. فعلى سبيل المثال تشبيه الخفافيش بالظلام باستخدام مصنف كيان يُظهر خفاشًا يطير عند الوجه. ويمكن أيضًا استخدام المصنفات في توصيف الحيوانات أو الأشياء غير البشرية بصفة معبرة.

## الاستشهادات
1. ↑  Sandler & Lillo-Martin 2006، صفحة 76.
2. 1 2  Hill, Lillo-Martin & Wood 2019، صفحة 49.
3. 1 2  Brentari 2010، صفحة 254.
4. ↑  Emmorey 2008، صفحة 194-195.
5. ↑  Brentari 2010، صفحة 253-254.
6. 1 2 3 4  Emmorey 2008، صفحة 74.
7. ↑  Kimmelman, Pfau & Aboh 2019.
8. 1 2 3 4  Zwitserlood 2012، صفحة 159.
9. 1 2 3 4 5 6  Zwitserlood 2012، صفحة 166.
10. ↑  Sandler & Lillo-Martin 2006، صفحة 78-79.
11. ↑  Hill, Lillo-Martin & Wood 2019، صفحة 51.
12. ↑  Emmorey 2008، صفحة 86.
13. 1 2  Zwitserlood 2012، صفحة 164.
14. ↑  Schembri 2003، صفحة 22.
15. ↑  Schembri 2003، صفحة 22-23.
16. ↑  Schembri 2003، صفحة 24.
17. ↑  Marschark & Spencer 2003، صفحة 316.
18. ↑  Zwitserlood 2012، صفحة 169.
19. ↑  Brozdowski, Secora & Emmorey 2019.
20. ↑  Emmorey 2008، صفحة 36-38.
21. ↑  Sandler & Lillo-Martin 2006، صفحة 90.
22. 1 2  Emmorey 2008، صفحة 85-86.
23. ↑  Hill, Lillo-Martin & Wood 2019، صفحة 34.
24. ↑  Crasborn 2006، صفحة 69.
25. ↑  Carlo 2014، صفحة 49-50.
26. ↑  Carlo 2014، صفحة 52.
27. ↑  Schembri 2003، صفحة 9-10.
28. 1 2 3  Zwitserlood 2012، صفحة 161.
29. 1 2  Engberg-Pedersen 1993.
30. 1 2  Emmorey 2008، صفحة 76.
31. ↑  Emmorey 2008، صفحة 78.
32. ↑  Zwitserlood 2012، صفحة 163.
33. 1 2 3 4  Zwitserlood 2012، صفحة 162.
34. ↑  Emmorey 2008، صفحة 80.
35. ↑  Zwitserlood 2012، صفحة 167.
36. ↑  Emmorey 2008، صفحة 81.
37. 1 2 3  Zwitserlood 2012، صفحة 158.
38. 1 2 3 4 5  Schembri 2003، صفحة 26.
39. 1 2  Ortega, Schiefner & Özyürek 2019.
40. 1 2  Marshall & Morgan 2015.
41. ↑  Brentari 2010، صفحة 260.
42. ↑  Sandler & Lillo-Martin 2006، صفحة 87.
43. ↑  Zwitserlood 2012، صفحة 169-170.
44. ↑  Aronoff et al. 2003، صفحة 69-70.
45. ↑  Zwitserlood 2012، صفحة 179.
46. ↑  Zwitserlood 2012، صفحة 170.
47. 1 2 3 4  Brentari, Fenlon & Cormier 2018.
48. 1 2 3  Schembri 2003، صفحة 11.
49. ↑  Brentari 2010، صفحة 252.
50. ↑  Emmorey 2008، صفحة 9.
51. ↑  Frishberg 1975.
52. ↑  Zwitserlood 2012، صفحة 160.
53. 1 2  Keith 1977.
54. ↑  Fernald & Platero 2000، صفحة 3.
55. ↑  Schembri 2003، صفحة 10-11.
56. ↑  Schembri 2003، صفحة 15.
57. ↑  Schembri 2003، صفحة 13-14.
58. ↑  Emmorey 2008، صفحة 88.
59. ↑  Zwitserlood 2012، صفحة 175.
60. 1 2 3  Supalla 1982.
61. ↑  Zwitserlood 2012، صفحة 161; 165.
62. ↑  Sandler & Lillo-Martin 2006، صفحة 77.
63. 1 2  Sandler & Lillo-Martin 2006، صفحة 77-78.
64. ↑  Hill, Lillo-Martin & Wood 2019، صفحة 50.
65. ↑  Crasborn 2006، صفحة 68.
66. ↑  Liddell 2000.
67. ↑  Schembri 2003، صفحة 9.
68. ↑  Brentari 2010، صفحة 256.
69. ↑  Schembri, Jones & Burnham 2005.
70. ↑  Cormier, Schembri & Woll 2010، صفحة 2664-2665.
71. ↑  Grinevald 2000.
72. ↑  Aronoff et al. 2003، صفحة 63-64.
73. ↑  Grinevald 2000، صفحة 67.
74. ↑  Sandler & Lillo-Martin 2006، صفحة 84.
75. 1 2 3  Zwitserlood 2012، صفحة 180.
76. ↑  Zwitserlood 2012، صفحة 175-176.
77. ↑  Schembri 2003، صفحة 4.
78. 1 2  Emmorey 2008، صفحة 90.
79. ↑  DeMatteo 1977.
80. ↑  Brentari 2010، صفحة 256-257.
81. ↑  Brentari 2010، صفحة 258-259.
82. ↑  Liddell 2003a.
83. ↑  Benedicto & Brentari 2004.
84. ↑  Zwitserlood 2012، صفحة 159; 165.
85. ↑  Schembri 2003، صفحة 18.
86. 1 2  Zwitserlood 2012، صفحة 165.
87. 1 2  Schembri 2003، صفحة 18-20.
88. ↑  Liddell 2003b، صفحة 205-206.
89. 1 2  Schembri 2003، صفحة 19.
90. ↑  Schembri 2003، صفحة 21-22.
91. 1 2  Emmorey 2008، صفحة 88-91.
92. 1 2  Zwitserlood 2012، صفحة 168.
93. ↑  Marschark & Spencer 2003، صفحة 321.
94. 1 2 3  Baker-Shenk & Cokely 1981، صفحة 287.
95. ↑  Emmorey 2008، صفحة 198.
96. 1 2 3 4 5 6  Marschark & Spencer 2003، صفحة 223.
97. 1 2  Zwitserlood 2012، صفحة 174.
98. 1 2 3 4  Zwitserlood 2012، صفحة 173.
99. ↑  Schick 1990.
100. 1 2 3 4  Emmorey 2008، صفحة 196.
101. ↑  Morgan & Woll 2003، صفحة 300.
102. 1 2 3  Ortega 2017.
103. ↑  Thompson 2011، صفحة 609.
104. ↑  Slobin 2003، صفحة 275.
105. ↑  Slobin 2003، صفحة 272.
106. 1 2  Marschark & Spencer 2003، صفحة 365.
107. 1 2 3 4  Marschark & Spencer 2003، صفحة 370.
108. ↑  Marschark & Spencer 2003، صفحة 373.
109. ↑  Marschark & Spencer 2003، صفحة 371.
110. 1 2 3  Emmorey 2008، صفحة 266.
111. 1 2  Emmorey 2008، صفحة 266-267.
112. ↑  Sandler & Lillo-Martin 2006، صفحة 88.
113. ↑  Marschark & Spencer 2003، صفحة 334.
114. ↑  Sutton-Spence 2012، صفحة 1003.
115. 1 2  Sandler & Lillo-Martin 2006، صفحة 88-89.
116. ↑  Sutton-Spence 2012، صفحة 1011.
117. ↑  Sutton-Spence 2012، صفحة 1012.